# Інгріт Валенсія
Інгріт Валенсія (ісп. Ingrit Lorena Valencia Victoria, нар. 3 вересня 1988, Моралес, Каука, Колумбія) — колумбійська боксерка, бронзова призерка Олімпійських ігор 2016 року.

## Любительська кар'єра

### Чемпіонат світу 2012
- 1/32 фіналу:Програла Сарі Урамуне (Франція) — 8-18

### Чемпіонат світу 2016
- 1/32 фіналу:Перемогла Сейру Сміт (Ірландія) — PTS (2-0)
- 1/16 фіналу:Програла Пімвілай Лаопім (Таїланд) — PTS (1-2)

### Олімпійські ігри 2016
- 1/8 фіналу:Перемогла Юдіт Мбуньяде (Центральноафриканська Республіка) — TKO
- 1/4 фіналу:Перемогла Пімвілай Лаопім (Таїланд) — 3-0
- 1/2 фіналу:Програла Сарі Урамуне (Франція) — 0-2

### Олімпійські ігри 2020
- 1/8 фіналу:Перемогла Мері Ком (Індія) — 3-2
- 1/4 фіналу:Програла Намікі Тсукімі (Японія) — 0-5

### Чемпіонат світу 2022
- 1/16 фіналу:Перемогла Назим Кизайбай (Кезахстан) — 3-2
- 1/8 фіналу:Перемогла Рухафзо Хакназарову (Таджикистан) — 5-0
- 1/4 фіналу:Перемогла Анаміка Худа (Індія) — 5-0
- 1/2 фіналу:Перемогла Азізу Йокубову (Узбекистан) — 4-1
- У фіналі програла Бусеназ Чакироглу (Туреччина) — 0-5

### Чемпіонат світу 2023
- 1/16 фіналу:Перемогла Вероніку Мбіте (Кенія) — RSC
- 1/8 фіналу:Перемогла Златиславу Чуканову (Болгарія) — 5-0
- 1/4 фіналу:Перемогла Джордану Соррентіно (Італія) — 4-1
- 1/2 фіналу:Програла Ніхат Зарін (Індія) — 0-5